# Olszyny (struga)
Olszyny – struga, prawobrzeżny dopływ Lubatówki o długości 10,82 km i powierzchni zlewni 18,74 km².
Struga płynie w powiecie krośnieńskim. Występuje też pod lokalną nazwą Badoń. Przepływa przez Targowiska, Łężany i dzielnicę Krosna Suchodół, gdzie wpada do Lubatówki.